# 김병환
김병환(金秉煥, 1971년 8월 14일 ~ )은 대한민국의 제10대 금융위원회 위원장인 공무원이다.

## 생애
2023년 8월 윤석열 정부에서 기획재정부 제1차관에 임명되었다. 2024년 7월 장관급 금융위원회 위원장으로 발탁되었다.

## 학력
- 사직고등학교
- 서울대학교 사회과학대학 경제학 학사
- 버밍엄 대학교 대학원 경영학 석사

## 경력
- 1993 제37회 행정고시 합격
- 1994.4~1998.2: 총무처 수습행정관, 재정경제원 금융정책실 증권업무 담당관실, 증권제도담당관실 행정사무관
- 1998.2~2003.8: 재정경제부 금융정책국 금융제도과, 금융정책과, 공적자금관리위원회 사무국 의사총괄과
- 2003.8~2004.9: 재정경제부 공적자금관리위원회 사무국 의사총괄과, 총무과 조직인력팀, 기획관리실 혁신담당관실서기관
- 2006.12~2007.8 대통령비서실 국정상황실 행정관
- 2007.8~2008.4: 재정경제부 공적자금관리위원회 사무국 의사총괄과장
- 2008.4~2009.11: 대통령실 경제금융비서관실 행정관
- 2009.12~2012.12: 경제협력개발기구(OECD)에서 정책분석관
- 2012.12~2015.8: 기획재정부 자금시장과 과장, 기획재정부 경제분석과 과장
- 2015.8~2016.10: 기획재정부 경제정책국 경제분석과장, 종합정책과 과장
- 2016.10~2019.10: 미주개발은행 선임스페셜리스트
- 2020.2: 기획재정부 혁신성장추진기획단 단장
- 2021.2~2022.5: 기획재정부 경제정책국 국장
- 2022.3~2022.5: 제20대 대통령직인수위원회 기획조정분과 전문위원
- 2022.5: 대통령비서실 경제수석실 경제금융비서관
- 2023.8~2024.7: 기획재정부 제1차관
- 2024.7~: 제10대 금융위원회 위원장
- 2024.7~: 2050 탄소중립녹색성장위원회 당연직 위원